# Дворец Палудяя (Пражская улица)
Дворец Палудяя (словацк.Paluďaiho palác или Paluďaiho dom, ранее Palugyayov palác, Palugyaiho dom) — дворец в стиле неоренессанс, расположенный в Братиславе по адресу: Пражская улица, д.1 (не путать с Дворцом Палудяя на Главной площади Братиславы).

## Характеристика
Дворец с винными погребами приказал построить винодел и предприниматель Якуб Палудяй (Палудзкий, Palugyay/Palúdzky). Дворец был построен по проекту Игнаца Файглера младшего в 1873-1879гг. Вплоть до 1918 года дворец продолжал расширяться. В дворцовом комплексе производили вино марки Шато-Палудяй (по-словацки: Paluďaiov zámok/по-русски «Замок Палудяя»). Это название позже перешло и на весь дворец. В 2002 году дворец был реконструирован. Сегодня в нём располагается Министерство иностранных дел Словацкой Республики.